# Dardinello
Dardinello è un personaggio del poema epico-cavalleresco Orlando Furioso di Ludovico Ariosto.

## Il personaggio

### Le origini
Dardinello è il più giovane dei sovrani saraceni che sotto la guida di Agramante, il loro capo assoluto, assediano Carlo Magno a Parigi. Viene presentato come quel della Zumara e figlio di Almonte.

### La morte
Nonostante la giovane età, Dardinello si batte con grande passione: alcuni cristiani vengono da lui feriti in combattimento, ma molti di più sono quelli che finiscono sue vittime. Tra questi ultimi il più celebre è forse Guglielmo da Burnich, il giovane guerriero inglese dalla statura gigantesca, drasticamente ridotta dalla spada del saraceno che mozza la sua grande testa ; Dardinello uccide poi con un colpo di lancia Lurcanio, altro giovane ed eminente guerriero nell'esercito cristiano, che era reduce dall'aver ammazzato Alteo, il miglior amico del re moro.  Rinaldo allora interviene per fermare Dardinello, lo affronta a duello e lo uccide. Al calar delle tenebre Cloridano e Medoro, due soldati mori agli ordini di Dardinello e di poco più giovani di lui, entrano nel campo cristiano per recuperare il corpo del loro signore: riescono a trovarlo e se lo caricano sulle spalle, ma Cloridano viene ucciso da una torma di cavalieri scozzesi, mentre Medoro, rimasto gravemente ferito dai suddetti, riceve le cure della bella Angelica, che provvederà poi a seppellire Cloridano e Dardinello.

## Letteratura successiva
- La morte di Dardinello fa da antefatto nella tragedia Il Medoro di Giovanni Dolfin.

## Nella cultura di massa
- Nello sceneggiato televisivo Orlando furioso del 1975 diretto da Luca Ronconi, Dardinello è interpretato da Paolo Bonetti.